# Квайдерсбах

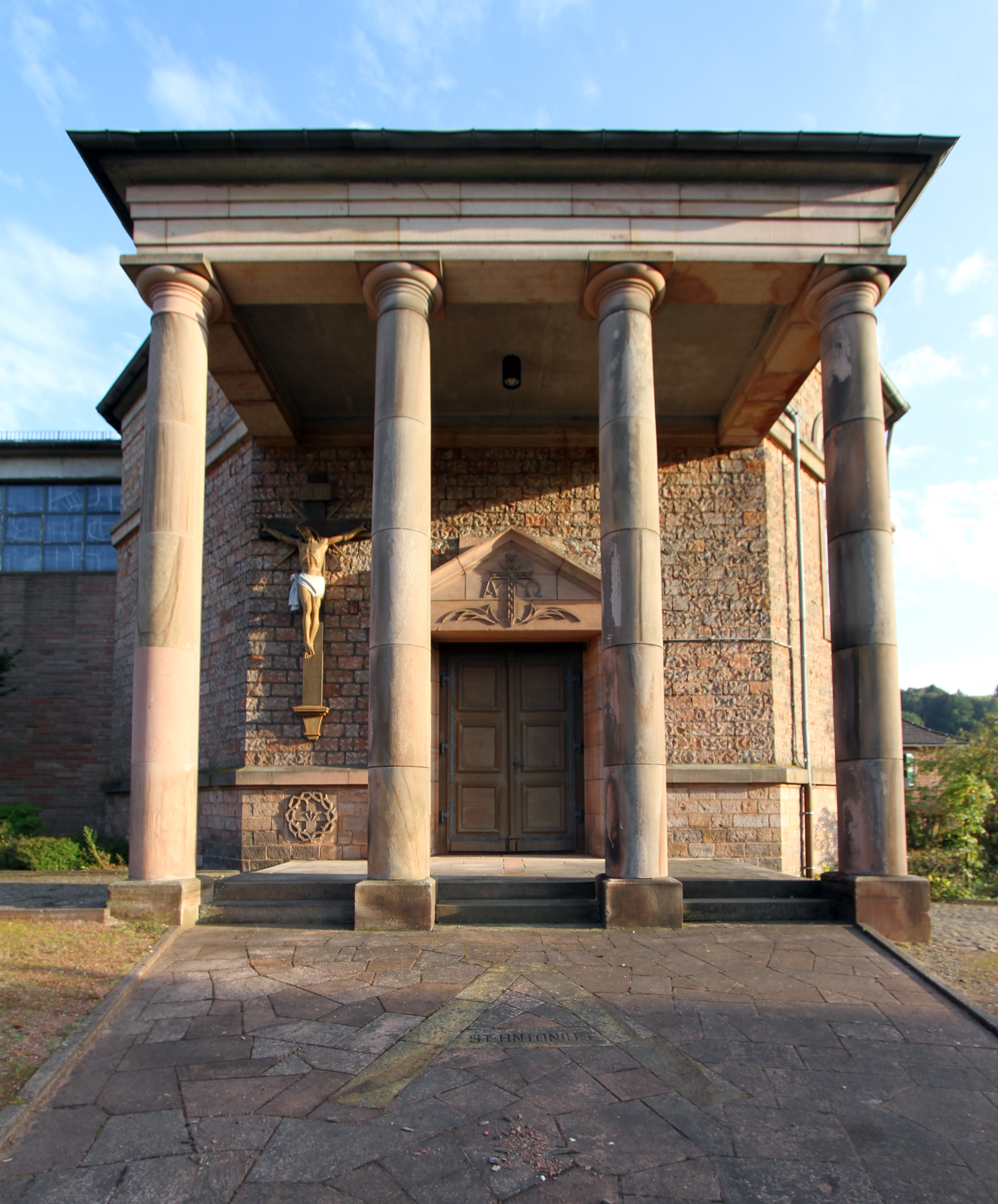

Квайдерсбах (нем. Queidersbach) — коммуна в Германии, в земле Рейнланд-Пфальц.
Входит в состав района Кайзерслаутерн. Подчиняется управлению Кайзерслаутерн-Зюд. Население составляет 2842 человека (на 31 декабря 2010 года). Занимает площадь 14,78 км².